# ترينكس
ترِينَكْس أو نخل ثلاثي الشعب (الاسم العلمي: Thrinax)، جنس نباتات برية وتزيينية من فصيلة النخلية. موطنها منطقة البحر الكاريبي.